# دریبا (کالدرا)
دریبا (به عربی: کالدیرا دریبا) یک دریاچه دهانه آتشفشانی و کاسه آتشفشانی در سودان است.